# Aelurillus galinae
Aelurillus galinae är en spindelart som beskrevs av Wesolowska, van Harten 2010. Aelurillus galinae ingår i släktet Aelurillus och familjen hoppspindlar. Inga underarter finns listade i Catalogue of Life.